# 羅內施托克山
46°38′4″N 8°25′9.5″E / 46.63444°N 8.419306°E
羅內施托克山（Rhonestock），是瑞士的山峰，位於該國中部，處於烏里州和瓦萊州接壤的邊界，屬於烏里山的一部分，處於達馬施托克山以南，海拔高度3,588米，每年平均降雨量2,465毫米。